# 김주향
김주향(1999년 3월 27일 ~ )은 대한민국의 배구 선수이며, 키는 180cm이며 서전트 높이는 52cm이다. 2017년 여자 신인선수 드래프트에서 1라운드 3순위로 수원 현대건설 힐스테이트에 입단하였다.

## 선수 경력
2017년 신인드래프트에서 전체 3순위로 수원 현대건설 힐스테이트에 입단하였다. 입단 후에는 주로 백업으로 나오다가 주전선수들이 부진하거나 부상을 당하면 교체나 선발로 나와 인상적인 활약을 펼쳐주었다. 그러다 2018-19시즌이 끝난후 FA로 풀려 수원 현대건설 힐스테이트로 이적한 고예림의 보상선수로 지목되어 화성 IBK기업은행 알토스로 이적하게 되었다.